# 神戸市の土地区画整理事業一覧
神戸市の土地区画整理事業一覧（こうべしのとちくかくせいりじぎょういちらん）は、神戸市内で実施中、また実施された土地区画整理事業の一覧である。

## おもな事業

### 神戸市によって施行されたもの

#### 戦災復興を目的としたもの
- 本庄地区戦災復興土地区画整理事業（神戸市長施行、戦災復興・東灘復興計画、施行面積137 ヘクタール、S（昭和）21.8.16 区域決定、S22.8.1 事業計画決定、S31.10.20 変更、S24.3.31 区域決定、S30.3.31 事業計画決定）
- 本山地区戦災復興土地区画整理事業（神戸市長施行、戦災復興・東灘復興計画、施行面積30.2 ヘクタール、S21.9.18 区域決定、S22.6.19 事業計画決定、S27.3.31 換地処分）
- 魚崎地区戦災復興土地区画整理事業（神戸市長施行、戦災復興・東灘復興計画、施行面積76.9 ヘクタール、S21.8.16 区域決定、S22.10.14 事業計画決定、S32.4.1 換地処分）
- 住吉地区戦災復興土地区画整理事業（神戸市長施行、戦災復興・東灘復興計画、施行面積75.9 ヘクタール、S21.8.16 区域決定、S22.3.8 事業計画決定、S37.9.5 換地処分）
- 御影地区戦災復興土地区画整理事業（神戸市長施行、戦災復興・東灘復興計画、施行面積109.1 ヘクタール、S21.9.18 区域決定、S22.9.12 事業計画決定、S37.9.30 換地処分）
- 灘地区戦災復興土地区画整理事業（神戸市長施行、戦災復興・神戸復興計画、施行面積385.1 ヘクタール、S21.8.16 区域決定、S22 10.28 事業計画決定、S52-S61 換地処分）
- 葺合地区戦災復興土地区画整理事業 （神戸市長施行、戦災復興・神戸復興計画、施行面積313.4 ヘクタール、S21.8.16 区域決定、S22.12.27 事業計画決定、H（平成）11.8.31 換地処分）
- 生田地区戦災復興土地区画整理（神戸市長施行、戦災復興・神戸復興計画、施行面積242.8 ヘクタール、S21.8.16 区域決定、S22.11.27 事業計画決定、H2.9 .26 換地処分）
- 兵庫地区戦災復興土地区画整理事業 （神戸市長施行、戦災復興・神戸復興計画、施行面積433.9 ヘクタール、S21.8.16 区域決定、S22.10.28 事業計画決定、S57-H5 換地処分）
- 長田地区戦災復興土地区画整理事業 （神戸市長施行、戦災復興・神戸復興計画、施行面積188.7 ヘクタール、S21.8.16 区域決定、S22.12.27 事業計画決定、S56.6.30 換地処分）
- 須磨地区戦災復興土地区画整理事業（神戸市長施行、戦災復興・神戸復興計画、施行面積214.5 ヘクタール、S21.8.16 区域決定、S22.11.27 事業計画決定、S54-H8 換地処分）

#### 都市改造を目的としたもの
- 東灘浜手地区土地区画整理事業（神戸市長施行、都市改造事業、施行面積40.1 ヘクタール、S31.4.4 区域決定、S31.10.15 事業計画決定、S41.2.1 換地処分）
- 東灘山手地区土地区画整理事業（神戸市施行、都市改造事業、施行面積81.4 ヘクタール、S40.3.22・H14.10.22 区域決定、S40.11.15 事業計画決定、H22.3.15 換地処分）
- 新神戸駅地区土地区画整理事業（神戸市施行、都市改造事業、施行面積27.5 ヘクタール、S42.8.11 区域決定、S42.11.15 事業計画決定、S57.8.8 換地処分）
- 河原（かわら）地区土地区画整理事業（東工区と西工区、灘区、神戸市施行、都市改造事業、施行面積21.3 ヘクタール、S44.5.15 区域決定、S52.7.20 事業計画決定、H3.7.1・H13.11.9 換地処分）
- 上沢地区土地区画整理事業（兵庫区、神戸市施行、都市改造事業、施行面積13.5 ヘクタール、S52.3.22 区域決定、S54.2.16 事業計画決定、H13.7.30 換地処分）
- 浜山地区土地区画整理事業（住宅市街地総合整備事業を合併施行、兵庫区、神戸市施行、都市改造事業、施行面積27.7 ヘクタール、H4.3.21 区域決定、H5.1.27 事業計画決定、兼 換地処分）

#### 宅地造成を目的としたもの
- 東舞子地区土地区画整理事業（神戸市長施行、宅地造成事業、施行面積41.3 ヘクタール、S31.4.4 区域決定、S32.7.17 事業計画決定、S35.9.24 換地処分）
- 鈴蘭台地区土地区画整理事業（神戸市長施行、宅地造成事業、施行面積136.1 ヘクタール、S38.11.13 区域決定、S39.12.22 事業計画決定、S45.3.31 換地処分）
- 落合[1]地区土地区画整理事業（神戸市長施行、宅地造成事業、施行面積238.8 ヘクタール、S44.3.28 区域決定、S48.9.18 事業計画決定、S53.5.9 換地処分）

#### 新市街地整備を目的としたもの
- 東部新都心地区土地区画整理事業 （灘区、中央区、神戸市施行、新市街地整備事業、施行面積74.7 ヘクタール、H7.12.27 区域決定、H8.2.20 事業計画決定、H16.3.29 換地処分）
- 岡場地区特定土地区画整理事業（北区、神戸市施行、新市街地整備事業、施行面積45.3 ヘクタール、S59.1.17 区域決定、S59.12.25 事業計画決定、H12.3.28 換地処分、促進区域)
- 谷上地区特定土地区画整理事業（北区、神戸市施行、新市街地整備事業、施行面積33.2 ヘクタール、S59.12.25 区域決定、S61.11.15 事業計画決定、H16.3.31 換地処分, 促進区域)
- 道場八多地区特定土地区画整理事業（北区、神戸市施行、新市街地整備事業、施行面積51.6 ヘクタール、H5.10.29 H10.7.31 区域決定、H5.12.28 事業計画決定、H19.3.29 換地処分、促進区域)

#### 震災復興を目的としたもの
- 森南第一地区土地区画整理事業（神戸市施行、震災復興、施行面積6.7 ヘクタール、H7.3.17 区域決定、H9.9.25 事業計画決定、H15.2.14 換地処分）
- 森南第二地区土地区画整理事業（神戸市施行、震災復興、施行面積4.6 ヘクタール、H7.3.17 区域決定、H10.3.5 事業計画決定、H15.2.14 換地処分）
- 森南第三地区土地区画整理事業（神戸市施行、震災復興、施行面積5.4 ヘクタール、H7.3.17 区域決定、H11.10.7 事業計画決定、H17.3.14 換地処分）
- 六甲道駅西地区土地区画整理事業 （神戸市施行、震災復興、施行面積3.6 ヘクタール、H7.3.17 区域決定、H8.3.26 事業計画決定、H13.7.24 換地処分）
- 六甲道駅北地区土地区画整理事業 （神戸市施行、震災復興、施行面積16.1 ヘクタール、H7.3.17 区域決定、H8.11.6 事業計画決定、H18.3.29 換地処分）
- 松本地区土地区画整理事業（神戸市施行、震災復興、施行面積8.9 ヘクタール、H7.3.17 区域決定、H8.3.26 事業計画決定、H16.12.24 換地処分）
- 御菅（みすが[2]）東地区土地区画整理事業 （神戸市施行、震災復興、施行面積5.6 ヘクタール、H7.3.17 区域決定、H8.11.6 事業計画決定、H15.4.11 換地処分）
- 御菅西地区土地区画整理事業 （神戸市施行、震災復興、施行面積4.5 ヘクタール、H7.3.17 区域決定、H9.1.14 事業計画決定、H17.3.24 換地処分）
- 新長田駅北地区土地区画整理 （神戸市施行、震災復興、施行面積59.0 ヘクタール、H7.3.17・H8.11.5 区域決定、H8.7.9・H9.3.3 事業計画決定、H23.3.28 換地処分）
- 鷹取東第一地区土地区画整理事業（神戸市施行、震災復興、施行面積8.5 ヘクタール、H7.3.17 区域決定、H7.11.30 事業計画決定、H13.2.21 換地処分）
- 鷹取東第二地区土地区画整理事業（神戸市施行、震災復興、施行面積19.7 ヘクタール、H7.3.17・H8.11.5 区域決定、H9.3.5 事業計画決定、H20.3.24 換地処分）

#### 住宅街区整備を目的としたもの
- 狩ロ地区土地区画整理・住宅街区整備事業（垂水区、市施行）（市施行、住宅街区整備事業、施行面積14.8 ヘクタール、S59.12.25 区域決定、S60.10.8 事業計画決定、H6.10.28 換地処分、完・県認可）

### 神戸市以外によって施行されたもの

#### 宅地造成を目的としたもの
- 新多聞地区土地区画整理事業（UR施行、宅地造成事業、施行面積193.4 ヘクタール、S43.12.28 区域決定、S46.4.19 事業計画決定、S54.3.30 換地処分）
- 藤原地区特定土地区画整理事業（UR施行、宅地造成事業、施行面積280.7 ヘクタール、S43.12.28 区域決定、S52.9.29 事業計画決定、H11.9.28 換地処分、促進区域）
- 北神戸第一地区特定土地区画整理事業 （UR施行、宅地造成事業、施行面積220.8 ヘクタール、S44.3.14 区域決定、S54.12.13 事業計画決定、H12.10.17 換地処分、促進区域）
- 北神戸第二第三地区土地区画整理事業 （UR施行、宅地造成事業、施行面積277.1 ヘクタール、S44.4.21・S63.6.21 区域決定、S58.10.11・H1.3.24 事業計画決定、H14.8.23 換地処分、促進地域）
- 学園南地区土地区画整理事業（UR施行、神戸市垂水区、宅地造成事業、施行面積108.4 ヘクタール、H13.2.20 区域決定、H14.8.16 事業計画決定、H26.2.28 換地処分）
- 白川地区土地区画整理事業（組合施行、宅地造成事業、施行面積66. ヘクタール、区域決定、S41.4.20 事業計画決定、S45.6.23 換地処分）
- 甲南台地区土地区画整理事業（組合施行、宅地造成事業、施行面積4.8 ヘクタール、区域決定、S41.12.16 事業計画決定、S43.5.6 換地処分、完）
- 下畑台地区土地区画整理事業 （組合施行、宅地造成事業、施行面積14.2 ヘクタール、区域決定、S44.3.17 事業計画決定、S56.12.4 換地処分）
- 西盛台土地区画整理事業（組合施行、宅地造成事業、施行面積29.5 ヘクタール、区域決定、S45.5.8 事業計画決定、S47.12.26 換地処分）
- 多井畑東特定土地区画整理事業 （組合施行、宅地造成事業、施行面積125 ヘクタール、S62.10.1 区域決定、S61.4.10 事業計画決定、H4.6.16 換地処分、促進区域）
- 北神星和台土地区画整理事業 （組合施行、宅地造成事業、施行面積19. ヘクタール、区域決定、H7.11.30 事業計画決定、H12.1.28 換地処分）
- 北区北ノ谷地区土地区画整理事業（組合施行、宅地造成事業、区域決定、H9.3.24 事業計画決定、H12.7.25 換地処分）
- 澗和山の手台地区土地区画整理事業（組合施行、宅地造成事業、施行面積9.3 ヘクタール、区域決定、H23.2.16 事業計画決定、未 換地処分）
- 名谷町社谷地区土地区画整理事業（組合施行、宅地造成事業、施行面積9.3 ヘクタール、区域決定、H30.12.25 事業計画決定、未 換地処分）
- 鴨子ケ原第一土地区画整理事業（個人施行、宅地造成事業、施行面積5. ヘクタール、区域決定、S31.10.22 事業計画決定、S33.4.14 換地処分、完・県）
- 鴨子ケ原第二土地区画整理事業（個人施行、宅地造成事業、施行面積6.3 ヘクタール、区域決定、S31.10.22 事業計画決定、S33.4.14 換地処分、完・県）
- 鴨子ケ原第三土地区画整理事業（個人施行、宅地造成事業、施行面積4.5 ヘクタール、区域決定、S33.8.23 事業計画決定、S33.10.7 換地処分、完・県）
- 多聞地区土地区画整理事業 （垂水区、個人施行、宅地造成事業、施行面積45.2 ヘクタール、区域決定、S39.2.27 事業計画決定、S40.9.29 換地処分、完・市）
- 一ツ鍬山（ひとつくわやま）地区土地区画整理事業 （北区、個人施行、宅地造成事業、施行面積19 ヘクタール、区域決定、S39.9.2 事業計画決定、S39.11.17 換地処分、完・県）
- 西舞子地区土地区画整理（個人施行、宅地造成事業、施行面積18.9 ヘクタール、区域決定、S40.5.12 事業計画決定、S40.12.9 換地処分、完・県）
- 積水ハウス多聞地区土地区画整理（個人施行、宅地造成事業、施行面積19.8 ヘクタール、区域決定、S45.3.3 事業計画決定、S48.9.25 換地処分、完・民間デベロッパー）
- 住友北鈴蘭台第一土地区画整理事業（個人施行、宅地造成事業、施行面積38.8 ヘクタール、区域決定、S45.6.8 事業計画決定、H7.12.12 換地処分、完・民間デベロッパー）
- 明石舞子北地区土地区画整理事業 （個人施行、宅地造成事業、施行面積168 ヘクタール、区域決定、S46.3.22 事業計画決定、S46.6.1 換地処分、完・県公手）
- 日生鈴蘭台（第一）地区土地区画整理事業（個人施行、宅地造成事業、施行面積67.4 ヘクタール、区域決定、S46.12.28 事業計画決定、S53.5.25 換地処分、完・民間デベロッパー）
- 住友北鈴蘭台第二地区土地区画整理事業（個人施行、宅地造成事業、施行面積30.8 ヘクタール、区域決定、S48.12.1 事業計画決定、S52.5.10 換地処分、完・民間デベロッパー）
- 日生鈴蘭台第三地区土地区画整理事業（個人施行、宅地造成事業、施行面積21.5 ヘクタール、区域決定、S57.7.16 事業計画決定、S61.3.4 換地処分、完・民間デベロッパー）
- 山の街ニュータウン地区土地区画整理事業（個人施行、宅地造成事業、施行面積158. ヘクタール、区域決定、S57.7.16 事業計画決定、H3.6.17 換地処分、完・民間デベロッパー）
- 日生鈴蘭台第二地区土地区画整理事業（個人施行、宅地造成事業、施行面積3.3 ヘクタール、区域決定、S57.12.16 事業計画決定、S59.7.24 換地処分、完・民間デベロッパー）
- 日生鈴蘭台第四地区土地区画整理事業（個人施行、宅地造成事業、施行面積6.9 ヘクタール、区域決定、S58.4.1 事業計画決定、S59.7.24 換地処分、完・民間デベロッパー）
- 赤羽地区土地区画整理事業（伊川谷町有瀬、個人施行、宅地造成事業、施行面積134 ヘクタール、区域決定、S58.7.28 事業計画決定、H2.3.26 換地処分、完・県公社）
- 日生鈴蘭台第五地区土地区画整理事業（個人施行、宅地造成事業、施行面積4.5 ヘクタール、区域決定、S63.3.1 事業計画決定、H1.6.30 換地処分、完・民間デベロッパー）
- 日生鈴蘭台第六地区土地区画整理事業（個人施行、宅地造成事業、施行面積1 ヘクタール、区域決定、H3.3.5 事業計画決定、H4.5.20 換地処分、完・民間デベロッパー）
- 鈴蘭台サウスウインドバレー地区土地区画整理事業（個人施行、宅地造成事業、施行面積16 ヘクタール、区域決定、H12.7.10 事業計画決定、H14.4.2 換地処分、完・民間デベロッパー）
- 下谷上地区土地区画整理事業（個人施行、宅地造成事業、施行面積11.6 ヘクタール、区域決定、H22.2.12 事業計画決定、H24.10.5 換地処分、民間デベロッパー）
- 山の街駅東地区土地区画整理事業 （個人施行、沿道整備、施行面積0.05 ヘクタール、区域決定、H27.5.25 事業計画決定、末 換地処分、民間デベロッパー）

#### 新市街地整備を目的としたもの
- 神戸ハーバーランド地区土地区画整理事業 （UR施行、新市街地整備事業、施行面積16.7 ヘクタール、S60.10.1 区域決定、S61.11.14事業計画決定、H5.2.16 換地処分、完・特再）
- 出合地区特定土地区画整理事業（UR施行、新市街地整備事業、施行面積22.0 ヘクタール、S53.10.3 区域決定、S54.9.26 事業計画決定、S62.3.20 換地処分, 促進区域）
- 田中地区特定土地区画整理事業（UR施行、新市街地整備事業、施行面積30.7 ヘクタール、S56.10.20 区域決定、S58.10.1 事業計画決定、H8.1.5 換地処分、促進区域）
- 玉津地区土地区画整理事業（西区、組合施行、新市街地整備事業、施行面積163.3 ヘクタール、区域決定、S40.4.21 事業計画決定、S51.7.20 換地処分）
- 高津橋地区土地区画整理事業（組合施行、新市街地整備事業、施行面積1.8 ヘクタール、区域決定、S48.4.17 事業計画決定、S49.10.18 換地処分）
- 福吉地区土地区画整理事業（組合施行、新市街地整備事業、施行面積127 ヘクタール、区域決定、S48.5.29 事業計画決定、S54.6.25 換地処分、完）
- 池上地区特定土地区画整理事業（組合施行、新市街地整備事業、施行面積116 ヘクタール、S50.1.7 区域決定、S50.2.10 事業計画決定、S62.2.7 換地処分、促進区域）
- 北別府地区特定土地区画整理事業 （組合施行、新市街地整備事業、施行面積51.8 ヘクタール、S50.1.7 区域決定、S50.2.10 事業計画決定、S59.5.1 換地処分、促進区域）
- 岩岡地区特定土地区画整理事業（組合施行、新市街地整備事業、施行面積93.2 ヘクタール、S50.1.7 区域決定、S50.2.10 事業計画決定、S62.2.21 換地処分）
- 池上北特定土地区画整理事業 （組合施行、新市街地整備事業、施行面積22.9 ヘクタール、S53.10.31 区域決定、S54.1.13 事業計画決定、S60.6.1 換地処分、促進区域）
- 福吉第二地区土地区画整理事業（組合施行、新市街地整備事業、施行面積1.6 ヘクタール、区域決定、S56.7.2 事業計画決定、S57.2.22 換地処分）
- 岩岡南特定土地区画整理事業（組合施行、新市街地整備事業、施行面積4 ヘクタール、H1.10.5 区域決定、H2.2.10 事業計画決定、H9.6.1 換地処分、促進区域）
- 水谷第一地区土地区画整理（西区、組合施行、新市街地整備事、施行面積2.6 ヘクタール、区域決定、H2.10.5 事業計画決定、H6.6.10 換地処分、促進区域)
- 二ッ屋地区特定土地区画整理（西区、組合施行、新市街地整備事業、施行面積18.3 ヘクタール、H2.12.1 区域決定、H3.2.19 事業計画決定、H12.3.31 換地処分）
- 小山地区特定土地区画整理事業（西区、組合施行、新市街地整備事業、施行面積168 ヘクタール、H4.12.15 区域決定、H5.2.19 事業計画決定、H13.11.19 換地処分、促進区域)
- 白水地区特定土地区画整理事業（組合施行、新市街地整備事業、施行面積32.5 ヘクタール、H5.5.25 区域決定、H5.8.2 事業計画決定、H21.8.31 換地処分、促進区域）
- 高津橋高町土地区画整理事業（西区、組合施行、新市街地整備事業、施行面積3.1 ヘクタール、区域決定、H5.12.22 事業計画決定、H10.2.19 換地処分）
- 前開地区特定土地区画整理事業 （組合施行、新市街地整備事業、H5.5.25 区域決定、H6.2.15 事業計画決定、H15.4.23 換地処分、促進区域）
- 水谷中央地区特定土地区画整理（西区、組合施行、新市街地整備事業、H6.12.9 区域決定、H7.5.15 事業計画決定、H15.3.27 換地処分）
- 上池地区土地区画整理事業（西区、組合施行、新市街地整備事業、施行面積2.2 ヘクタール、区域決定、H7.5.17 事業計画決定、H10.2.19 換地処分、完）
- 丸塚特定土地区画整理事業（西区、組合施行、新市街地整備事業、施行面積14.3 ヘクタール、H8.1.16 区域決定、H7.10.26 事業計画決定、H13.3.30 換地処分、完・特定）
- 野手西方土地区画整理事業 （組合施行、新市街地整備事業、施行面積4.9 ヘクタール、H7.2.10 区域決定、H11.2.10 事業計画決定、H18.4.12 換地処分、完）
- 玉津町出合古瀬西地区土地区画整理事業（組合施行、新市街地整備事業、施行面積0.9 ヘクタール、区域決定、H16.8.26 事業計画決定、H17.8.31 換地処分）
- 獺川（うそかわ）地区特定土地区画整理事業（東灘区、個人施行、新市街地整備事業、施行面積0.7 ヘクタール、区域決定、S31.10.22 事業計画決定、S33.2.1 換地処分、完・県）
- 西山地区土地区画整理事業（個人施行、新市街地整備事業、施行面積3.3 ヘクタール、区域決定、S31.10.22 事業計画決定、S32.4.24 換地処分、完・県）
- 神戸海上新都心地区土地区画整理事業（個人施行、新市街地整備事業、施行面積18.0 ヘクタール、区域決定、H17.4.6 事業計画決定、H20.2.29 換地処分、完・民）
- 神戸海上新都心南地区土地区画整理 （個人施行、新市街地整備事業、施行面積18.0 ヘクタール、区域決定、H17.11.1 事業計画決定、H20.2.29 換地処分、完・民）

#### 震災復興を目的としたもの
- 湊川町1・2丁目土地区画整理事業 （組合施行、震災復興、施行面積15 ヘクタール、区域決定、H8.1.17 事業計画決定、H14.9.12 換地処分）
- 神前町2丁目北地区土地区画整理 （組合施行、震災復興、施行面積0.5 ヘクタール、区域決定、H8.12.17 事業計画決定、H12.12.1 換地処分）

#### 沿道整備を目的としたもの
- 大池駅前東地区土地区画整理事業 （個人施行、沿道整備、施行面積0.05 ヘクタール、区域決定、H23.10.3 事業計画決定、H25.2.19 換地処分、市）
- 大池駅前西地区土地区画整理事業 （個人施行、沿道整備、施行面積0.21 ヘクタール、区域決定、H26.3.27 事業計画決定、H29.8.28 換地処分、市）
- 湊川町10丁目土地区画整理事業 （個人施行、沿道整備、施行面積0.2 ヘクタール、区域決定、R（令和）1.9.19 事業計画決定、末 換地処分、市）

#### 整地整序を目的としたもの
- 水道筋二丁目東地区土地区画整理事業（個人施行、整地整序、施行面積0.18 ヘクタール、区域決定、H25.3.27 事業計画決定、H27.3.30 換地処分、完・民間デベロッパー）

#### 住宅街区整備を目的としたもの
- 居住小山地区土地区画整理事業 （組合施行、 住宅街区整備事業、施行面積8.2 ヘクタール、S57.9.24 区域決定、S57.1.12 事業計画決定、S61.5.1 換地処分、完・市認可）

## 参考
神戸も開港をうけて新開地や外国人居留地といった都市整備から、明治の中期から大正時代にかけて21地区、約970 ヘクタールの耕地整理と、明治30年の「土地区画区画改良ニ係ル件」の制度によると想定される新道開削事業による整備が概ね15地区、490 ヘクタールの規模で実施されている。
神戸市では道路のみの整備でのへた地の区画を整理する必要性から、関連法のできる以前に地主らが集まって減歩や費用負担のことを取り決めて事業を実施していた。
一例として加納町は生田川の付け替えによる新市街形成を促進すべく1871年から事業開始し1873年に竣工、旧市街周辺に新街区を建設していった。また旧湊川西部山側の区画整理も民間主導で開発着手、地主らが自主的に組合設立し1889年事業化にこぎつけた。
その後耕地整理を利用した宅地目的耕地整理や、旧都市計画法制定後は同法を利用した区画整理も開始されている。
- 神戸外国人居留地
- 仲町部・新町場面的市街地開発
- 神戸山手地区

（新道開削事業でのもの）
- 兵庫港地方新道開削事業
- 長田新道開削事業
- 東池尻新道開削事業
- 西池尻新道開削事業
- 葺合新道開削事業

（旧耕地整理法を活用したもの）
- 神戸西部耕地整理（長田区、新長田駅北地区東部、1912年3月 - 事業自体の開始は1910年から。1914年に組合設立し工事に取り掛かる。1916年竣工）
- 神戸北部耕地整理（1912年8月）
- 長田耕地整理（長田区）
- 西代耕地整理（長田区、旧須磨町）
- 西灘耕地整理 (1917年から。1929年神戸市編入)
- 東垂水区第一耕地整理
- 東垂水区第二耕地整理
- 精道村耕地整理（1913年）
- 精道村第二・三・五耕地整理地区事業（1918年～1922年、1923年）

（旧都市計画法でのもの）
- 大日土地区画整理（1911年 - 旧法での日本最初の組合施行）
- 夢野土地区画整理
- 大手土地区画整理
- 長田土地区画整理
- 六甲都賀土地区画整理
- 六甲八幡土地区画整理（六甲道駅周辺）
- 六甲篠原土地区画整理
- 東播磨北部土地区画整理
- 本山村西部土地区画整理
- 魚崎町横屋土地区画整理
- 灘深江土地区画整理
- 本山村森北北部土地区画整理
- 六麓荘住宅地（1929年、土地区画整理の認可）